# Honkajärvi (sjö i Finland, Norra Savolax)
Honkajärvi är en sjö i Finland. Den ligger i kommunen Rautavaara i landskapet Norra Savolax, i den centrala delen av landet, 400 km norr om huvudstaden Helsingfors. Honkajärvi ligger 254 meter över havet. Den är 1,2 meter djup. Arean är 17,8 hektar och strandlinjen är 2,17 kilometer lång. Sjön  ingår i Vuoksens huvudavrinningsområde. 